# ABDe 4/4

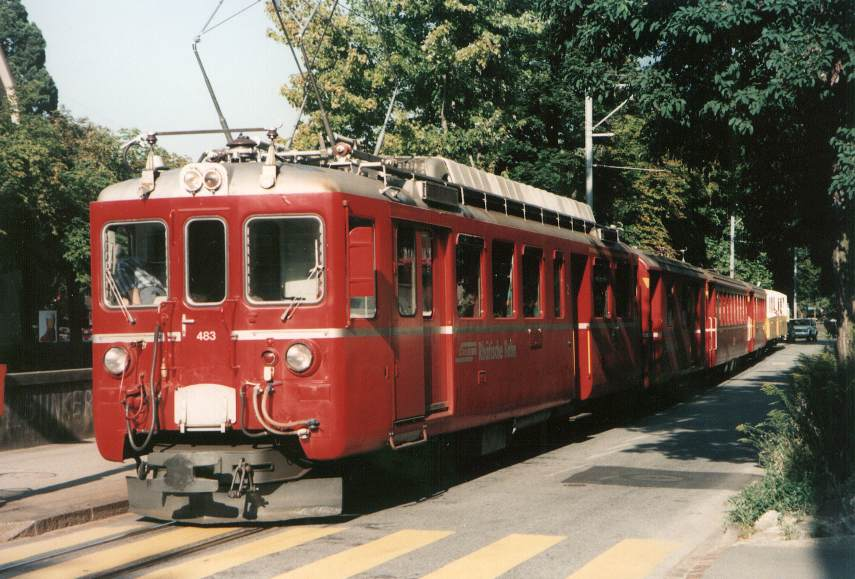
ABDe 4/4 483 (RhB)

Die schweizerische Bauartbezeichnung ABDe 4/4  steht für vierachsige Elektrotriebwagen, die mit erster und zweiter Klasse sowie einem Gepäckabteil ausgestattet sind. Die Eigentümer von Triebwagen dieses Typs waren die Mittelthurgaubahn (MThB), Martigny-Orsières-Bahn (MO), Chemins de fer fribourgeois Gruyère–Fribourg–Morat (GFM) und die Chemin de fer Régional du Val-de-Travers (RVT). Die zuletzt gebauten Triebwagen dieses Typs waren weitgehend baugleich und werden als EAV-Triebwagen bezeichnet.
Bei den Schmalspurbahnen gab es diesen Fahrzeugtyp bei der Maggiatalbahn (LPB) und Centovallibahn (FART), der Nyon-Saint-Cergue-Morez-Bahn (NStCM), der Bière-Apples-Morges-Bahn, den Chemins de fer fribourgeois (GFM), der Aigle-Sépey-Diablerets-Bahn (ASD), den Chemins de fer du Jura (CJ), den Chemins de fer électriques Veveysans (CEV), der Montreux-Berner-Oberland-Bahn (MOB), der Lugano-Tesserete-Bahn (LT), der Birsigtalbahn (BTB), der Solothurn-Zollikofen-Bern-Bahn (SZB) und der Rhätischen Bahn (RhB).
Viele dieser Triebwagen stammten aus der Zeit der Elektrifizierung und sind inzwischen abgebrochen worden. Ausserdem wurde bei einigen Bahnen die erste Klasse abgeschafft, die Triebwagen fuhren dann als BDe 4/4 weiter.
Die RhB beschaffte 1957 und 1958 die ABDe 4/4 481 bis 486 für die Arosabahn. Nach der Umstellung der Linie von Gleich- auf Wechselstrom im Jahre 1997 wurden sie ausrangiert; zwei Triebwagen gingen an die Chemins de fer da la Mure, die restlichen wurden abgebrochen. 
Siehe auch: RhB ABDe 4/4.